# Conistra punctata
Conistra punctata är en fjärilsart som beskrevs av Rudolf Pinker 1956. Conistra punctata ingår i släktet Conistra och familjen nattflyn. Inga underarter finns listade i Catalogue of Life.